# Stepan Nercessian
Stepan Nercessian (Cristalina, 2 de diciembre de 1953) es un actor, escritor y político brasileño de ascendencia armenia.

## Biografía
Inició su carrera a finales de la década de 1960 en la película Marcelo Zona Sul. También ha actuado en teatro y televisión, y trabajó para Rede Globo entre 1971 y 2018. Como político, ha oficiado como concejal de Río de Janeiro y como diputado federal en representación del estado del mismo nombre, en representación del Partido Socialista Popular.
En 2021 publicó su primera novela, titulada Garimpo de almas.

## Filmografía destacada

### Cine
- 1970: Marcelo Zona Sul
- 1971: Pra Quem Fica, Tchau
- 1971: André, a Cara e a Coragem
- 1972:  Revólveres Não Cospem Flores
- 1973: Amante Muito Louca
- 1973:Primeiros Momentos
- 1973:Como É Boa Nossa Empregada
- 1973: Xica da Silva
- 1977: Lúcio Flávio, o Passageiro da Agonia
- 1999: Orfeu
- 2003: Deus É Brasileiro
- 2014: Rio, I Love You
- 2014: Trash
- 2015: Bach in Brazil